# 서령중학교
서령중학교(瑞寧中學校)는 대한민국 충청남도 서산시 동문동에 있는 사립 중학교이다.

## 학교 연혁
- 1955년 6월 2일 : 재단법인 명동학원 설립인가, 라창헌 이사장 취임
- 1956년 3월 31일 : 초대 강현식 교장 취임
- 1956년 5월 3일 : 개교
- 1977년 5월 6일 : 서령학원으로 학원 명칭 변경 인가
- 1982년 3월 1일 : 중 · 고등학교 분리
- 2005년 9월 3일 : 심관수 이사장 취임
- 2023년 12월 26일 : 제68회(159명) 졸업, 졸업생 누계 13,318명
- 2024년 3월 1일 : 제15대 임재원 교장 취임

## 참고 자료
- 서령중학교 - 한국교육학술정보원 학교알리미